# سوني كولينز
سوني كولينز (بالإنجليزية: Sonny Collins)‏ هو لاعب كرة قدم أمريكية أمريكي، ولد في 17 يناير 1953 في ماديسونفيل في الولايات المتحدة.

## وصلات خارجية
- سوني كولينز على موقع مرجع كرة القدم المحترفة.كوم (الإنجليزية)